# Медаль «За заслуги в проведении Всероссийской переписи населения»
Меда́ль «За заслу́ги в проведе́нии Всеросси́йской пе́реписи населе́ния» — юбилейная медаль Российской Федерации учреждённая Указом Президента Российской Федерации от 14 октября 2002 года № 1151 как государственная награда Российской Федерации.
С 7 сентября 2010 года медаль не является государственной наградой Российской Федерации.

## Положение о медали

### Основания для награждения
Медалью награждаются граждане, внесшие значительный вклад в подготовку и проведение Всероссийской переписи населения.

### Правила ношения
Медаль носится на левой стороне груди и располагается после юбилейной медали «100 лет Транссибирской магистрали».

## Описание медали
Медаль изготовлена из латуни, имеет форму круга диаметром 32 мм с выпуклым бортиком с обеих сторон.
На лицевой стороне медали — изображение Государственного герба Российской Федерации в обрамлении лавровых ветвей. Вдоль края медали — надпись рельефными буквами: «Всероссийская перепись населения».
На оборотной стороне медали — надпись рельефными буквами: «За заслуги в проведении Всероссийской переписи населения». Под надписью — цифры «2002».
Медаль при помощи ушка и кольца соединяется с пятиугольной колодкой, обтянутой шёлковой муаровой трёхцветной лентой в соответствии с расцветкой Государственного флага Российской Федерации. Ширина ленты — 24 мм.

## Награждённые
см. награждённые медалью «За заслуги в проведении Всероссийской переписи населения».
Всего медали удостоены примерно 90 тысяч человек.